# Brug 99
Brug 99 is een vaste brug in Amsterdam-Centrum.
Ze is gelegen in de Passeerdersstraat en overspant de Lijnbaansgracht. De brug werd in 1995 benoemd tot gemeentelijk monument. Nabij de brug stond de snoep-fabriek van Klene (1915-1986). Schuin aan de overkant van de Lijnbaansgracht staat aan de Marnixstraat het rijksmonument het Amsterdamsch Tehuis voor Arbeiders (ATVA). Recht voor de brug lag het woonzorgcentrum Sint Bernardus aan de Nieuwe Passeerdersstraat, dat in 2012 afgebroken werd. Ten zuidwesten van de brug ligt het gemeentelijk monument wooncomplex Lijnbaansgracht 211-218/Passeerdersstraat 34-38 van de architecten Göbel en den Hertog.
Op de kaart van Joan Blaeu uit 1649 is de brug al ingetekend. Ze ligt dan nog niet recht voor de Passeerdersstraat. De recente geschiedenis laat een brug zien die er bijna niet meer geweest was. In 1913 werd geopperd om de Looiersgracht te dempen en de brug over de Lijnbaansgracht daar te projecteren. Dat plan ging niet door. De huidige brug (gegevens 2017) dateert van 1927. Toen werd het deel van de kade Lijnbaansgracht tussen de Looiersgracht en de Passeerdersstraat afgesloten voor het vernieuwen van twee bruggen: Brug 100 over de Looiersgracht en Brug 99 over de Lijnbaansgracht; de bruggen zijn qua ontwerp zusjes van elkaar. Van augustus 1927 tot en met december 1927 werd hier de huidige brug (gegevens 2017) geplaatst in een ontwerp (van het bureau) van Piet Kramer, bruggenarchitect van de Dienst der Publieke Werken. De brug (met name de walkanten) heeft de voor Kramer kenmerkende Amsterdamse Schoolstijl. De overspanning zelf is vrij standaard, maar de balustrades van siersmeedwerk zijn ook duidelijk van de hand van Kramer. Deze balustrades lopen door tot natuurstenen kolom, hier eenvoudig bewerkt. De brug is versierd met bloembakken en kent eenrichtingsverkeer richting Marnixstraat.

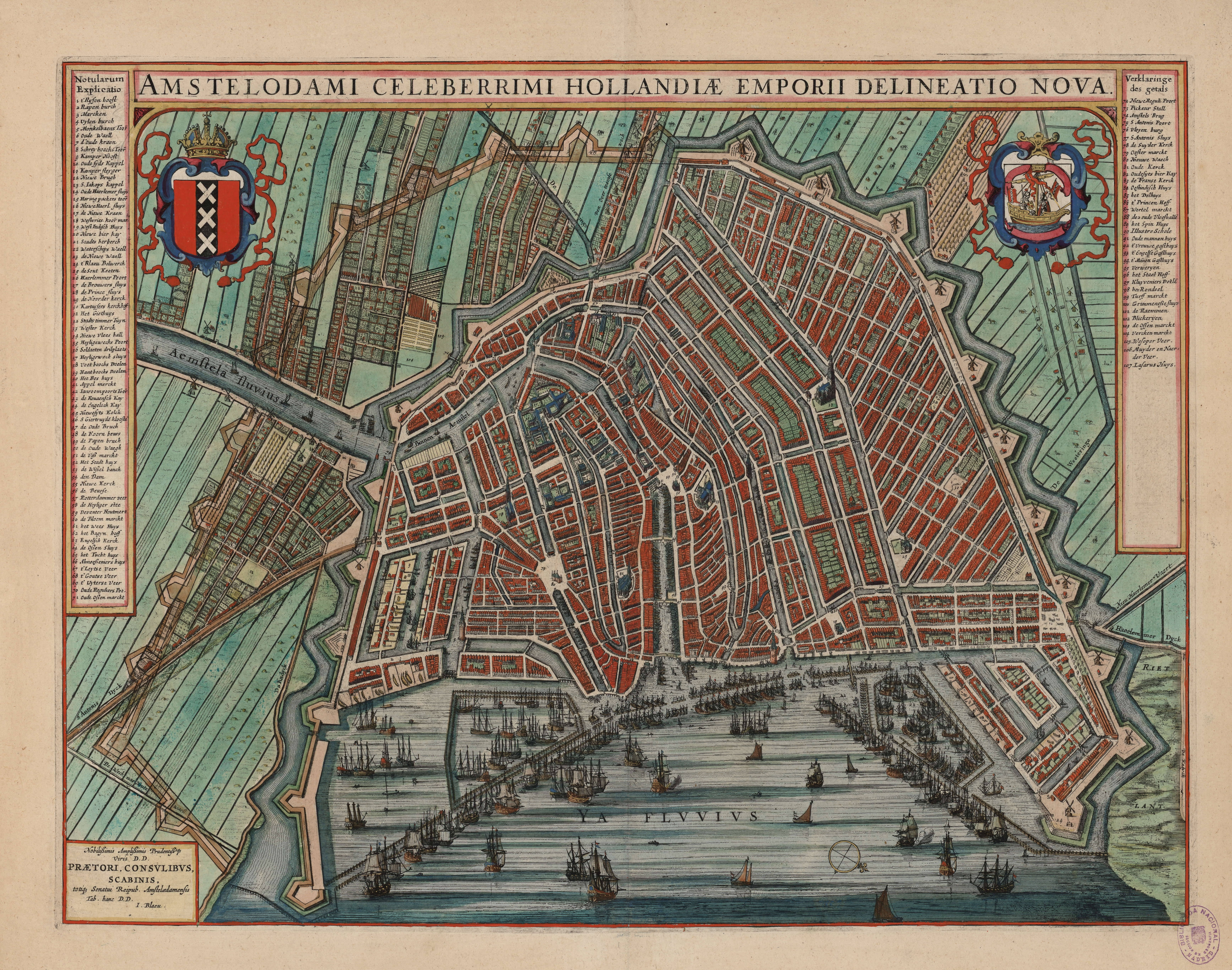
De brug is op de kaart van Joan Blaeu uit 1649 al aangegeven, alhoewel dan nog niet recht voor de Passeerdersstraat

1 · 2 · 3 · 4 · 5 · 6 · 7 · 8 · 9 · 10 · 11 · 12 · 13 · 14 · 15 · 16 · 17 · 18 · 19 · 20 · 21 · 22 · 23 · 24 · 25 · 26 · 27 · 28 · 29 · 30 · 31 · 32 · 34 · 35 · 36 · 37 · 38 · 39 · 40 · 41 · 42 · 43 · 44 · 45 · 46 · 47 · 48 · 49 · 50 · 51 · 52 · 53 · 54 · 55 · 56 · 57 · 58 · 59 · 60 · 61 · 62 · 63 · 64 · 65 · 66 · 67 · 68 · 69 · 70 · 71 · 72 · 73 · 74 · 75 · 76 · 77 · 78 · 79 · 80 · 81 · 82 · 84 · 85 · 86 · 87 · 88 · 89 · 90 · 91 · 92 · 93 · 94 · 95 · 96 · 97 · 98 · 99 · >>>
Brugnummers 33 en 83 zijn niet (meer) vergeven